# Сорок (единица счёта)
Со́рок (также сорочек) — древнерусская единица счёта звериных шкур.

## Использование
Использовалась для счёта звериных шкур, в том числе шкурок соболей.
В меховой торговле XVII века счёт соболей вели, как правило, сороками, реже парами. Ещё реже продавались штучные экземпляры наивысшего качества, «одинцы», для которых при сортировке не удавалось найти аналога. Цены сорока соболей, в зависимости от качества товара, колебались в очень широких пределах.
Сороками исчисляли, помимо того, брюшки соболей сравнительно высоких сортов (именования: пупки, брюшки, кончики), шкурки горностаев, кошек, куниц, норок, хорьков.
| Штуки                                                     | Сотни                                                                           | Тысячи       |
| шкуры бобров, волков, зайцев, лис, песцов, рысей, росомах | соболиные хвосты (отделялись у шкурок низких сортов) передние лапы лис и песцов | шкурки белок |

Счёт звериных шкур по «сорокам» отмечается в источниках XII—XVII веков, однако применительно к соболям он встречался даже в  середине XIX века.

## Примеры
1. Из акта 1661 года:
 соболя = сорок и 24 соболя = 64 соболя;
 соболей = сорок и 37 соболей = 77 соболей.
Примечание: числа записаны в кириллической системе счисления.
2. Из статьи в Русском биографическом словаре: 

В 1636 г. Буза был послан из Енисейска с приказом осмотреть реки, впадающие в Ледовитое море, и наложить ясак на прибрежных жителей. <…> По Оленьку Буза начал подниматься «своей силой», добрался до кочевок тунгузов и возвратился из этого похода с ясаком в пять сороков соболей, собранным с тунгузов.— Буза, Елисей // Русский биографический словарь А. А. Половцова

## Этимология
Имеются различные толкования. Согласно одному, звериные шкурки заворачивались в ткань, в сорок (слово, родственное слову сорочка, от древнерусского сорочька, соответствует старославянскому срачица, срака, сракы); согласно другому, слово со́рок восходит к древневосточнославянскому *съркъ, являющемуся ранним заимствованием из тюркских языков: тур. kırk «сорок», каз. қырық «сорок», чув. херӗх «сорок», с диссимиляцией k — k > s — k.

## Аналоги
В качестве аналога можно указать киихтелюс — старинную финскую меру, равную 40 шкуркам белки.
В древнескандинавской системе счёта имелся другой аналог сорока — тимбр (timbr), состоявший из сорока шкур. В Германии 40 меховых шкур составляли циммер.